# Voxeljet
voxeljet AG, có trụ sở tại Friedberg (Bayern) gần Augsburg (Đức), là nhà sản xuất máy in 3D công nghiệp. Công ty được niêm yết trên Sàn chứng khoán Newyork sau đợt IPO năm 2013. Bên cạnh việc phát triển và phân phối các hệ thống in, voxeljet AG cũng đang vận hành các trung tâm dịch vụ sản xuất khuôn và mô hình theo yêu cầu ở Đức và nước ngoài. Các sản phẩm này được sản xuất với sự trợ giúp của phương pháp sản xuất tạo sinh dựa trên dữ liệu CAD 3D (được gội là In 3D).

## Lịch sử

### Khởi đầu
voxeljet AG bắt đầu từ những năm 1995 từ thành công trong việc định lượng giọt chất kết dính UV. Các thử nghiệm in 3D đầu tiên được tiến hành tại phòng Kỹ thuật chính xác của Đại học Kỹ thuật Munich như là một phần của dự án "Thế hệ của các cấu trúc 3D". Năm 1996, Tiến sĩ Ingo Ederer tham gia cuộc thi kế hoạch kinh doanh ở Munich đầu tiên và được trao bằng sáng chế đầu tiên vào năm 1998. Các khuôn cát đầu tiên được in trong cùng năm.

### Hình thành công ty
Generis GmbH, tiền thân của voxeljet AG ngày nay, được thành lập ngày 5 tháng 5 năm 1999 bởi Ingo Ederer, Rainer Höchsmann và kỹ sư Joachim Heinzl tại Đại học Kỹ thuật Munich. Mục đích của công ty là phát triển các quy trình tạo sinh mới để sản xuất các bộ phận đúc và nhựa. Công ty bắt đầu hoạt động tại Đại học Kỹ thuật Munich với bốn nhân viên. Ngay sau đó, nó được nâng cấp lại và chuyển cơ sở đến Augsburg. Trong năm 2002, công ty đã hoàn thành đơn đặt hàng đầu tiên cho việc cung cấp máy in dựa trên cát cho BMW AG và Daimler AG, trước khi khai trương trung tâm dịch vụ ở Augsburg trong năm 2003. Cùng năm đó, Bayern Kapital GmbH, Startkapital Fonds Augsburg và Franz Industriebeteiligungen AG trở thành cổ đông của công ty.

### Giai đoạn mới thành lập
Hệ thống VX800 đầu tiên được bán cho Alphaform AG năm 2005. Tiếp theo là việc bán chiếc VX500 đầu tiên cho Đại học Rostock hai năm sau đó. Trong năm 2008, công nghệ voxeljet GmbH đã nhận được giải thưởng như một phần của Giải thưởng Đổi mới Bavarian từ tay của thủ tướng Bavaria Günther Beckstein. Công ty tổ chức kỷ niệm 10 năm một năm sau đó. 

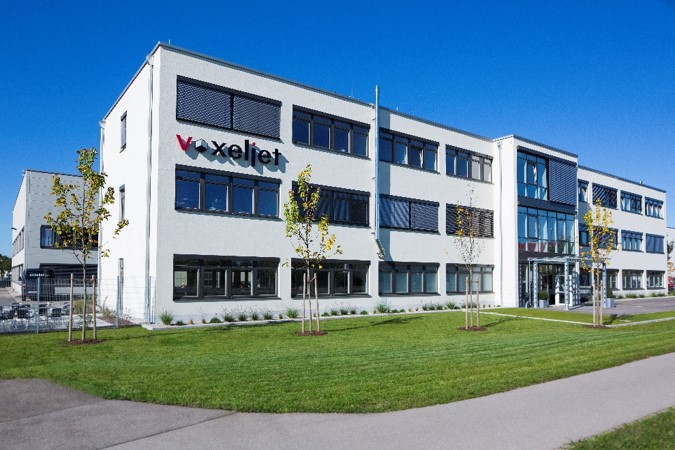
voxeljet Friedberg

Vào mùa xuân năm 2010, voxeljet chuyển vào một tòa nhà hành chính mới và các phòng sản xuất ở Friedberg. Trong cùng năm đó, voxeljet đã có tên trong danh sách 100 nhà sáng tạo hàng đầu của Đức và đã nhận được con dấu "Top 100".

### Giai đoạn phát triển
Trong năm 2011, voxeljet đã giới thiệu một loạt các sáng kiến kỹ thuật. Vào tháng 4 năm 2011, công ty đã mở ra một chiều hướng mới về phương pháp sản xuất tạo sinh với hệ thống in 3D VX4000. Hệ thống này có thể tạo ra các vật thể có kích thước 4 x 2 x 1 mét với tốc độ xây dựng nhanh gấp 3 lần so với các hệ thống trước đó, đồng thời duy trì cùng độ phân giải. Tại hội chợ thương mại quốc tế về công nghệ đúc '’GIFA' ', voxeljet giới thiệu máy in 3D liên tục đầu tiên trên thế giới, VXC800. Sự phát triển của công nghệ in 3D liên tục này đại diện cho việc sản xuất khuôn mẫu và mô hình không có công cụ. Việc tạo máy này chạy các bước của quy trình "xây dựng" và "giải nén" song song, mà không phải gián đoạn hoạt động của hệ thống. Do đó, hệ thống in này đại diện cho một bước quan trọng hướng tới sản xuất hàng loạt công nghiệp trên cơ sở quy trình sản xuất tạo sinh. Cùng năm đó, voxeljet tổ chức buổi ra mắt toàn cầu máy in 3D VX1000 tại EuroMold, hội chợ thương mại về công cụ và tạo khuôn, thiết kế và phát triển sản phẩm ở Frankfurt am Main. Bằng cách kết hợp hiệu suất cao và không gian xây dựng lớn, hệ thống in này có thể đáp ứng các yêu cầu ngày càng tăng của ngành công nghiệp. Ngoài những cải tiến về hệ thống này, công ty cũng giới thiệu hệ thống vật liệu mới được phát triển Polypor loại C trong năm 2011. Nó cho phép voxeljet đáp ứng nhu cầu của khách hàng đối với các mẫu nhựa trắng tinh khiết. Hơn nữa, vật liệu này cũng đáp ứng các yêu cầu cao hơn về tính ổn định và tính chất bề mặt của mô hình. Một năm sau vào năm 2012, hệ thống in VX1000 đầu tiên đã được bán cho công ty Propshop của Anh (Model Makers) Ltd.. Đây là hệ thống voxeljet thứ năm được sử dụng tại Vương quốc Anh. Ngành công nghiệp điện ảnh đã mở một thị trường khách hàng hoàn toàn mới cho voxeljet. Trong năm 2012, voxeljet giới thiệu hệ thống nhỏ nhất, VX200, ra thị trường. Hệ thống in này sử dụng phương pháp tương tự như dòng máy lớn hơn, nhưng rất nhỏ gọn và dễ vận hành.

### IPO
Trong năm 2013, công ty đã tiến tới IPO trên Sở giao dịch chứng khoán New York. Công nghệ voxeljet GmbH đã được chuyển đổi thành một công ty cổ phần hiện hoạt động như voxeljet AG. Vào ngày 17 tháng 10 năm 2013, voxeljet đặt 6,5 triệu ADS trên NYSE với mức giá phát hành là 13 đô la Mỹ. Năm Biên lai lưu ký của Mỹ tương ứng với một cổ phần. IPO đã cho phép voxeljet AG đạt 64,5 triệu đô la Mỹ sau khi khấu trừ giá chiết khấu được cấp cho các ngân hàng phát hành và chi phí phát hành. Sáu tháng sau khi IPO, voxeljet AG tạo thêm 41,1 triệu đô la Mỹ như là một phần của tăng vốn, sau khi khấu trừ giá chiết khấu được cấp cho các ngân hàng phát hành và chi phí phát hành. Trong quá trình này, công ty đã phát hành thêm ba triệu cổ phiếu lưu chiểu Mỹ tại Sở giao dịch chứng khoán New York với mức giá đơn vị là 15 đô la Mỹ.

### Toàn cầu hóa

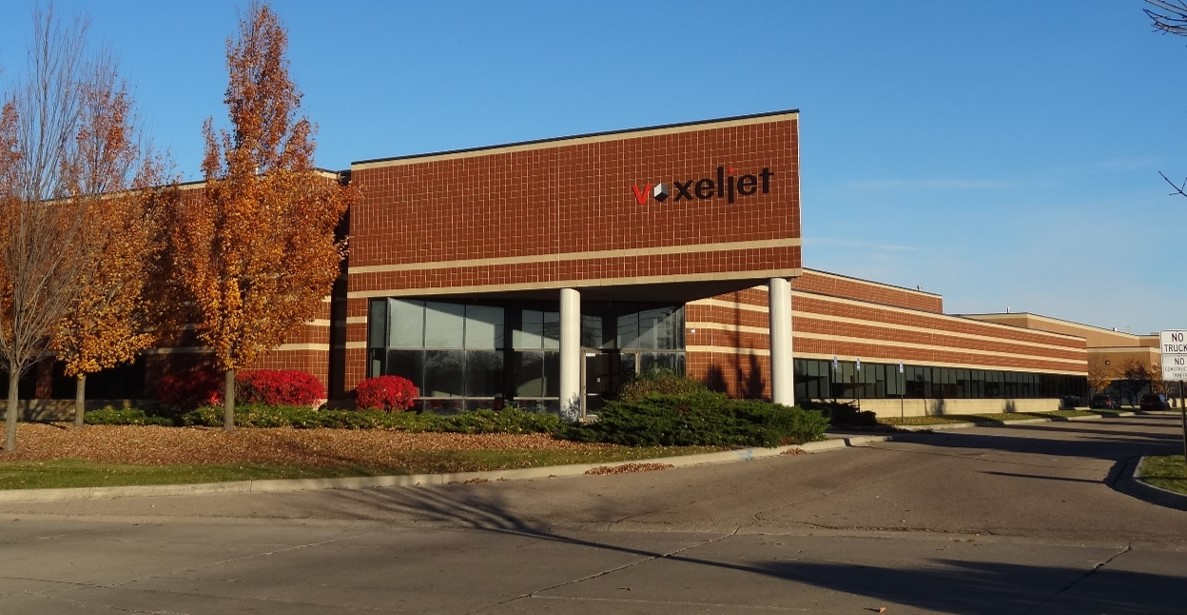
voxeljet Canton

Để thêm vào mạng lưới đối tác bán hàng toàn cầu của mình, voxeljet AG bắt đầu thiết lập các địa điểm quốc tế riêng trong năm 2014. Vào ngày 1 tháng 10 năm 2014, voxeljet AG đã tiếp quản công ty Propshop (Model Makers) Ltd. là cơ sở đầu tiên bên ngoài nước Đức. Với việc tiếp quản, Propshop đã trở thành công ty con của voxeljet AG. Công ty chuyên về lĩnh vực điện ảnh và giải trí, đã có kinh nghiệm với các hệ thống in voxeljet khi mua VX1000 trong năm 2012. Cũng trong năm đó, voxeljet AG đã thành lập một công ty mới tại Mỹ. Vào tháng 1 năm 2015, voxeljet bắt đầu vận hành một trung tâm dịch vụ cho việc sản xuất khuôn mẫu và mô hình theo yêu cầu tại Canton (Michigan), với mục tiêu đạt công suất in tương tự như năng lực tại địa điểm nhà ở Friedberg vào cuối năm 2016. Vào tháng 12 năm 2015, voxeljet đã công bố liên doanh với Công nghệ sản xuất nhanh Tô Châu Meimai tại Trung Quốc. Liên doanh này sẽ được gọi là voxeljet China Ltd. và sẽ có trụ sở tại thành phố Tô Châu, gần Thượng Hải. Đồng thời voxeljet AG thành lập voxeljet India Pvt. Công ty con mới được đặt tại Pune, một trung tâm ô tô và sản xuất lớn gần Mumbai.

## Công nghệ và quy trình

### Quy trình

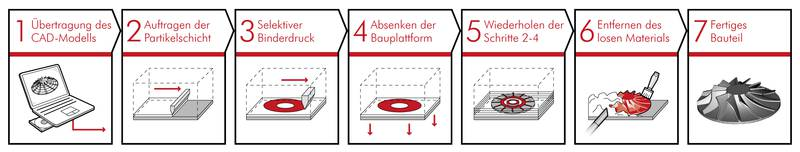
Mô tả quy trình in 3D của các hệ thống in voxeljet

Công nghệ này được phát triển lần đầu tiên tại Viện Công nghệ Massachusetts vào năm 1993 và thường được biết đến với tên gọi "Máy in 3D với bàn bột và đầu phun". Như thường lệ trong các quy trình sản xuất bồi đắp, phần được in được xây dựng từ nhiều mặt cắt ngang mỏng của mô hình 3D. Một đầu in phun di chuyển trên một bàn bột, đồng thời đặt xuống một vật liệu ràng buộc lỏng. Sau đó, một lớp bột mỏng được mở rộng trên toàn bộ phần đã hoàn thành và quá trình được lặp lại nhiều lần với mỗi lớp bám vào.

### Lĩnh vực ứng dụng
Quá trình voxeljet đặc biệt thích hợp cho việc sản xuất khuôn mẫu hoặc mô hình cho các ứng dụng đúc bằng kim loại trong một loạt nhỏ, chẳng hạn như nguyên mẫu, bộ phận riêng lẻ, đạo cụ, đúc mẫu chảy hoặc đúc khuôn cát. Ngoài ra, phương pháp này được sử dụng cho các mẫu thiết kế, các bộ phận nghệ thuật và kiến trúc cũng như trong ngành hàng không và hàng không vũ trụ, công nghiệp ô tô, nghiên cứu và y học và trong ngành công nghiệp phim ảnh và giải trí.

### Vật liệu
voxeljet cung cấp hai loại nhựa dựa trên các hạt PMMA kết dính bởi các loại nhựa khác nhau. Hợp chất Polypored B được cung cấp cho các khách hàng của hệ thống tại châu Âu, lý tưởng cho các bộ phận có tính chi tiết đòi hỏi độ sắc cạnh cao, độ phân giải và độ bền nén tươi. Mặt khác, Hợp chất Polypor C có thể đốt cháy đơn giản như trong đúc khuôn mẫu chảy và cho mô hình kiến trúc.
Các loại cát được chọn riêng cho từng đơn hàng tùy thuộc vào mục đích hình học và ứng dụng. voxeljet sử dụng các loại cát khác nhau với các kích thước hạt khác nhau. Kích thước hạt được sử dụng sẽ quyết định bề mặt của sản phẩm đúc. Cát được sử dụng phổ biến nhất được làm bằng thạch anh với các cỡ hạt 0,14 mm, 0,19 mm và 0,25 mm. Ngoài ra còn có cát kerphalite chịu nhiệt độ cao hơn, thích hợp cho các hình học đặc biệt phức tạp và lõi bên trong để đúc thép.

## Hệ thống in 3D
| Ảnh | Model  | Loại vật liệu | Kích thước xây dựng         | Thông số kĩ thuật/Tính năng |
| --- | ------ | ------------- | --------------------------- | --- |
|     | VX200  | Cát/PMMA      | 300 mm x 200 mm x 150 mm    | - Phòng thí nghiệm nghiên cứu và trường đại học - Ứng dụng cho thiết kế khuôn và mẫu chuyên nghiệp - Không cần thiết bị hỗ trợ thêm - Tốc độ xây dựng mô hình: 12mm/h (=0,7 l/h) - Hệ thống đầu in Piezo (độ phân giải in 300 dpi) - Thích hợp cho tất cả các vật liệu hạt voxeljet                                                                                |
|     | VX500  | Cát/PMMA/PDB  | 500 mm x 400 mm x 300 mm    | - Nhập gọn vào in 3D công nghiệp - Vật liệu hạt chưa được tái chế có thể tái chế - Độ dày lớp 80 µm và độ phân giải 600 dpi - Hoạt động hiệu quả và liên tục thông qua thiết kế chắc chắn và các thành phần chất lượng cao - Lựa chọn đúng đắn cho việc sản xuất nguyên mẫu nhanh và tiết kiệm với số lượng nhỏ - Thích hợp cho tất cả các vật liệu hạt voxeljet   |
|     | VXC800 | Cát           | 850 mm x 500 mm x ∞         | - Máy in 3D hoạt động liên tục - Xây dựng và giải nén đồng thời mà không làm gián đoạn hoạt động - Quy trình in trên mặt phẳng nghiêng theo chiều ngang - Băng tải ngang - Độ dày lớp 300 µm - Đầu in voxeljet độ nét cao với độ phân giải 600 dpi |
|     | VX1000 | Cát/PMMA/PDB  | 1060 mm x 600 mm x 500 mm   | - Máy hiệu suất cao - Đầu in hiệu suất cao với độ phân giải lên đến 600 dpi - Quy trình thân thiện với môi trường do khả năng tương thích với chất kết dính vô cơ - Khả năng in khuôn mẫu với hình dạng phức tạp và undercut - Hoạt động liên tục hiệu quả do thiết kế chắc chắn và các thành phần chất lượng cao - Thích hợp cho tất cả các vật liệu hạt voxeljet |
|     | VX2000 | Cát/PDB       | 2000 mm x 1000 mm           | - Sản xuất nhanh và kinh tế của các chi tiết lớn và lô nhỏ - Tùy chọn vật liệu nguồn mở - Hệ thống xử lý vật liệu tích hợp - Máy in 3D công nghiệp để sử dụng 24/7 - Vận hành hiệu quả thông qua thiết kế chắc chắn và các chi tiết chất lượng cao |
|     | VX4000 | Cát           | 4000 mm x 2000 mm x 1000 mm | - Một trong những hệ thống in 3D lớn nhất thế giới - Hoạt động liên tục với nhiều nền tảng xây dựng - Không gian xây dựng thay đổi theo từng ứng dụng riêng biệt - Sản xuất nhanh và kinh tế của các chi tiết lớn và theo mẻ |